# Hanna Krall
Hanna Krall-Szperkowicz (n. 20 mai 1935, Varșovia) este o scriitoare, jurnalistă și reporteră poloneză, membră a Asociației Scriitorilor Polonezi (din 1989). A absolvit  Facultatea de Jurnalism din cadrul Universității din Varșovia. Din anul 1955 a lucrat în redacția ziarului „Życie Warszawy”, iar între 1969-1981 în „Polityka”.

## Publicații
- Na wschód od Arbatu / La Est de Arbat, Varșovia: Iskry, 1972.
- Zdążyć przed Panem Bogiem, Kraków: Wydawnictwo Literackie, 1977.
- Sześć odcieni bieli / Șase nuanțe de alb, Varșovia: Czytelnik, 1978.
- Sublokatorka, Paryż: Libella, 1985; Kraków 1985 (pierwszy przedruk w drugim obiegu).
- Okna, Londyn: Aneks, 1987; Warszawa 1987 (przedruk w drugim obiegu).
- Trudności ze wstawaniem, Warszawa 1988 (w drugim obiegu). Wydanie oficjalne (łącznie z powieścią Okna) Warszawa: Alfa, 1990.
- Hipnoza, Warszawa: Alfa, 1989.
- Taniec na cudzym weselu, Warszawa: BGW, 1993.
- Co się stało z naszą bajką [opowieść dla dzieci], Warszawa: Twój Styl, 1994.
- Dowody na istnienie, Poznań: Wydawnictwo a5, 1995.
- Tam już nie ma żadnej rzeki / Acolo nu mai e nici un râu, Cracovia: Wydawnictwo a5, 1998.
- To ty jesteś Daniel, Kraków: Wydawnictwo a5, 2001.
- Wyjątkowo długa linia, Kraków: Wydawnictwo a5, 2004.
- Spokojne niedzielne popołudnie, Kraków: Wydawnictwo a5, 2004.
- Król kier znów na wylocie, Warszawa: Świat Książki, 2006.
- Żal / Regretul, Varșovia: Świat Książki, 2007.
- Różowe strusie pióra, Warszawa: Świat Książki, 2009.
- Biała Maria, Warszawa: Świat Książki, 2011.
- Na wschód od Arbatu / La Est de Arbat, Varșovia: Dowody na istnienie, 2014. Wydanie drugie poprawione.
- Sześć odcieni bieli i inne historie / Șase nuanțe de alb și alte istorii, Varșovia: Dowody na istnienie, 2015.